# Evangelisches Waldkrankenhaus Spandau

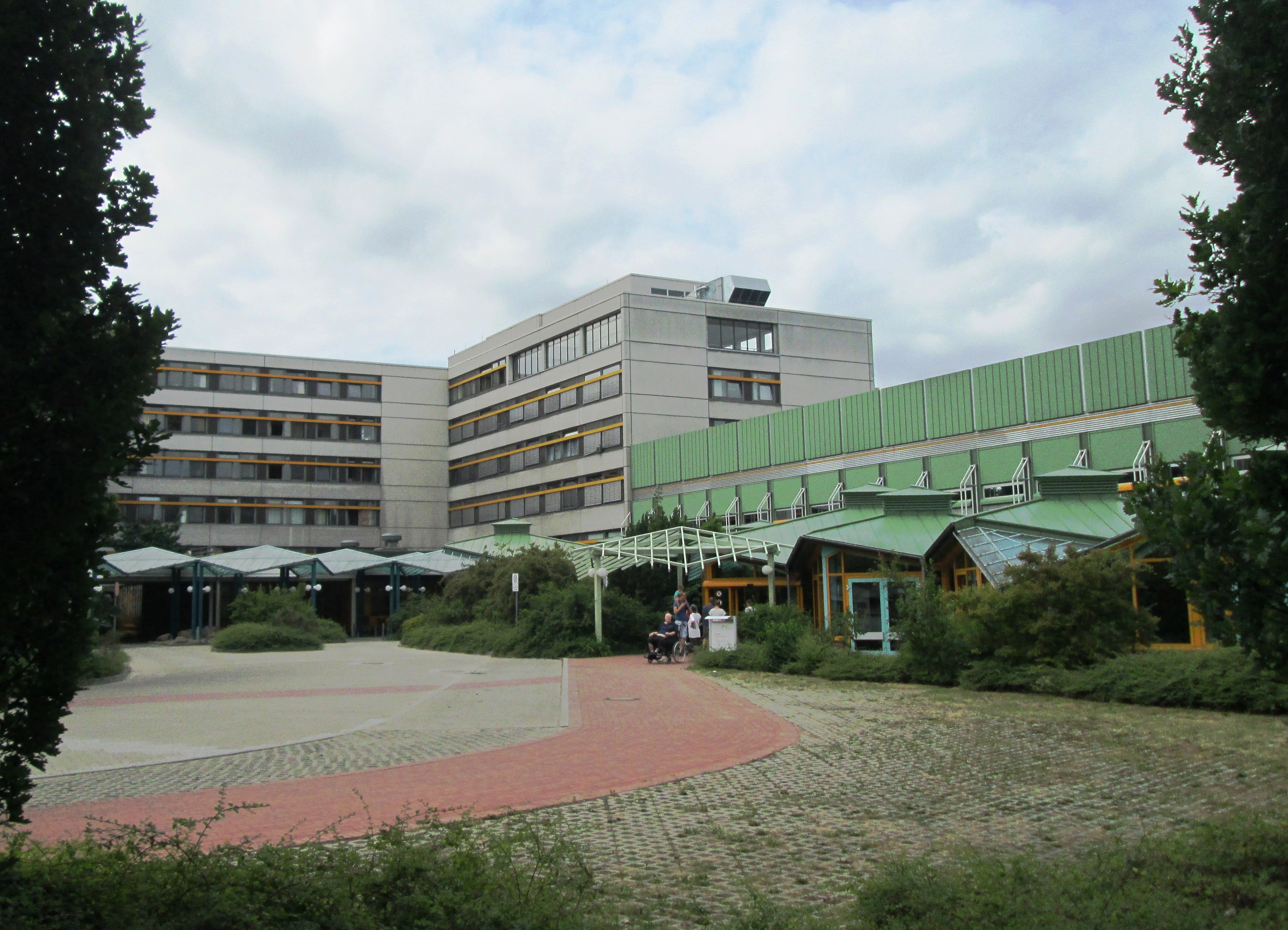
Evangelisches Waldkrankenhaus Spandau, 2013

Das Evangelische Waldkrankenhaus Spandau, kurz EWK, ist ein Plankrankenhaus mit Teilnahme an der Notfallversorgung nach dem Krankenhausplan des Landes Berlin. Es liegt in der Stadtrandstraße im Ortsteil Falkenhagener Feld des Berliner Bezirks Spandau.
Das Krankenhaus entstand ab dem 1. November 1945 auf einem Grundstück mit rund 20.000 Quadratmetern inmitten einer waldähnlichen Landschaft, auf dem von 1939 bis 1942 Arbeiterwohnungen für geplante Monumentalbauten des Nationalsozialismus in Berlin errichtet worden waren. Im 21. Jahrhundert war die Krankenhauskette Paul Gerhardt Diakonie als alleiniger Gesellschafter Träger des EWK Spandau Krankenhausbetriebs gGmbH. Das EWK ist Akademisches Lehrkrankenhaus der Humboldt-Universität Berlin. Der Träger fusionierte am 11. Juni 2019 mit dem Evangelischen Johannesstift zur Johannesstift Diakonie gAG.
Pro Jahr werden etwa 19.000 Patienten stationär und 40.000 Patienten ambulant behandelt. Über 400 medizinische Angestellte beschäftigt das EWK und schreibt einen Umsatz von rund 79 Millionen Euro im Jahr. Für insgesamt neun Fachabteilungen stehen 474 Betten für den stationären Aufenthalt zur Verfügung. Dem EWK sind eine Krankenpflegeschule und eine Schule für Ergotherapie, ein Pflegewohnheim mit 196 Bewohnerplätzen sowie ein Sport- und Rehazentrum für Physio- und Ergotherapie angeschlossen. (Stand: 2012)

## Geschichte

### Arbeiterstadt „Große Halle“

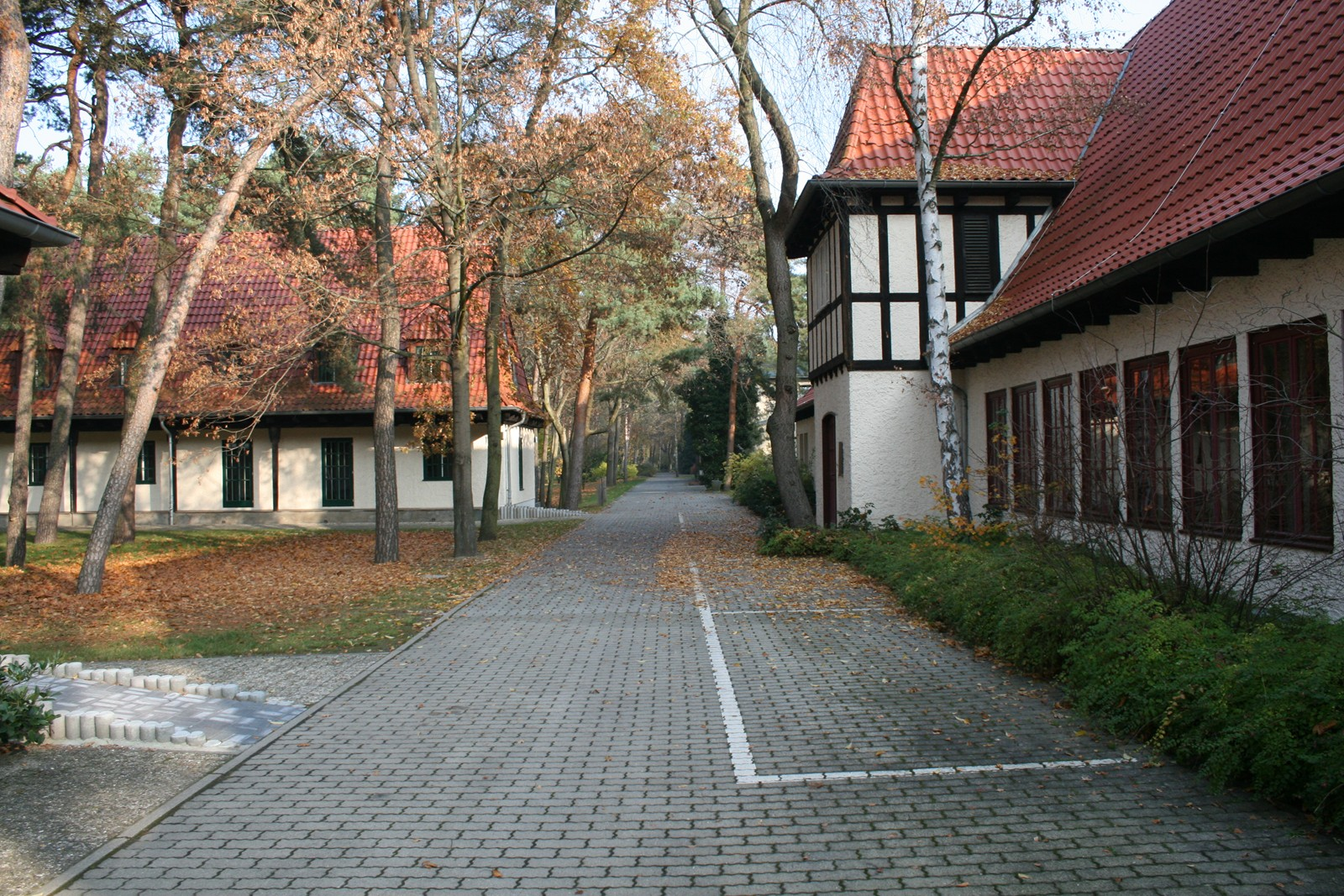
Erhaltene Gebäude der Arbeiterstadt „Große Halle“

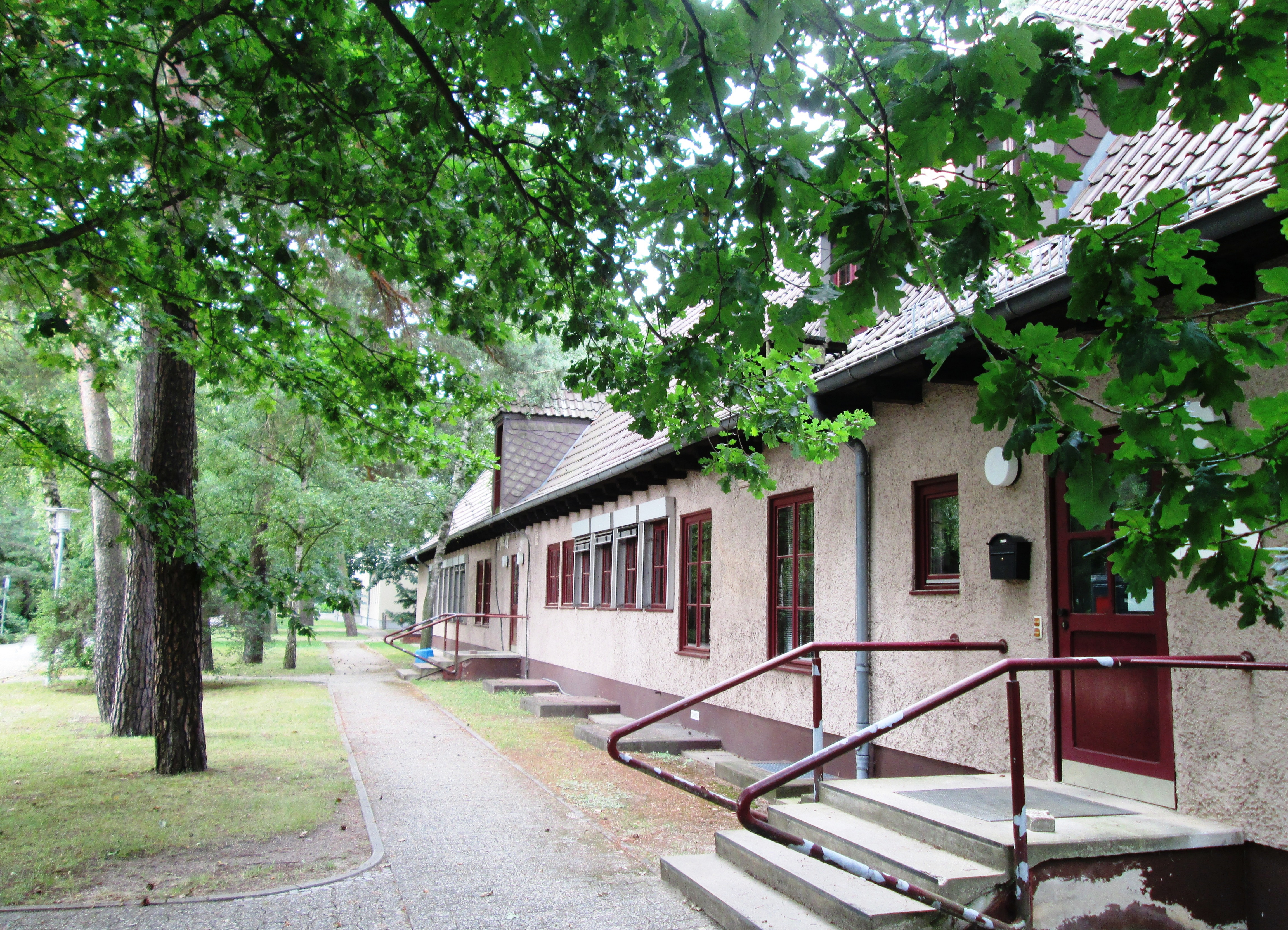
Wohnhaus der „Arbeiterstadt“, heute: Krankenpflegeschule

Auf dem Gelände des heutigen Waldkrankenhauses sollte ab 1939 die Arbeiterstadt „Große Halle“ entstehen, in der die Arbeiter an der von den Nationalsozialisten in Berlin-Mitte projektierten Großen Halle wohnen sollten. Albert Speer, Rüstungsminister und Generalbauinspektor, entwarf für Adolf Hitler ein Baukonzept, das einer Neugestaltung von Berlin zur „Welthauptstadt Germania“ diente. Ein Element dabei war ein 290 Meter hoher Kuppelbau im Spreebogen nördlich des Reichstages, die Große Halle. Für deren Bau war im Kiefernwaldgelände am westlichen Spandauer Stadtrand eine aus festen Unterkünften – keinen Baracken – bestehende Arbeiterstadt für 8000 Bauarbeiter geplant. Der Architekt Carl Christoph Lörcher erarbeitete die Konzeption mit 25 U-förmig angeordneten Einheiten für jeweils etwa 320 Personen, mit zwei Aufenthaltsunterkünften und einem Wirtschaftsgebäude und Schlafnischen für jeweils vier Personen. Die Steingebäude der „kasernenähnlichen Massenunterkunft“ im bäuerlich-dörflichen Stil mit Fachwerk und Giebeln im Waldgelände sind teilweise noch vorhanden und heute denkmalgeschützt. 1942 wurde der Bau der Siedlung kriegsbedingt eingestellt. Es wurden nur rund 35 Gebäude fertiggestellt: Wohnhäuser für 2500 Arbeiter, das Lazarett, das Kommandantenwohnhaus und sechs der 13 geplanten Doppelwohnhäuser für das Personal. Spätestens 1943 endeten die Bauarbeiten an der Großen Halle, und die Bewohner der Arbeiterstadt – ab 1941 zunehmend auch ausländische Zwangsarbeiter – wurden bei den Siemens-Werken, dem Heereszeugamt in Spandau und den Deutschen Industriewerken AG in Ruhleben eingesetzt.
Der belgische Arbeiter Gaston Franckx, der von Juni 1943 bis April 1945 in der Arbeiterstadt Große Halle wohnte: „Mein nächster Aufenthaltsort wurde die Arbeiterstadt Große Halle in Spandau-West. Die Baracken waren in einem besseren Zustand. Sie waren nicht aus Holz, sondern aus Stein. Es gab sogar Duschen. In Große Halle wohnten mindestens 2000 Menschen, in jeder Baracke 80. Außer Belgiern wohnten dort auch Serben, Kroaten, Franzosen und Niederländer. – Herr Peter. Er war Kommandant der Arbeiterstadt Große Halle. Er war ein redlicher Mensch. Nach dem Krieg hat ein Kamerad von mir, der diesmal als Militärpolizist nach Berlin zurückgekehrt war, dafür gesorgt, daß er keine Strafe erhalten hat.“

Mahnmal für die Zwangsarbeiter

Im April 1945 wurde das Lager geräumt. Die Zwangsarbeiter wurden entlassen, das deutsche Personal flüchtete vor der anrückenden Roten Armee. Die sowjetischen Truppen besetzten das Lager am 25. April 1945. Die teilweise beschädigten Gebäude dienten nach Kriegsende bis Juli 1945 den sowjetischen, danach den britischen Alliierten als Kaserne. 2004 wurde auf dem Gelände vor dem Haus 16 eine Skulptur des Künstlers Ingo Wellmann als Mahnmal für die Spandauer Zwangsarbeiter aufgestellt; in dem Gebäude erinnert eine Dauerausstellung an die Historie der Arbeiterstadt „Große Halle“.

### Aufbau der Klinik ab 1945
Ab dem 1. August 1945 begann der Verein zur Errichtung evangelischer Krankenhäuser e. V. (seit 2009: Paul Gerhardt Diakonie) mit Genehmigung der englischen Besatzungsbehörde, in zwei der Häuser (Unterkunftseinheit 15 und 16) eine orthopädische Kinderklinik einzurichten. Dazu wurde dieser Bereich durch einen Zaun vom Kasernengelände abgeteilt und von der Radelandstraße aus erreichbar gemacht. Verantwortlich waren Pfarrer Siegert und die Diakonieschwester Renate Röhricht. Der Betrieb des „Krankenhauses ‚Große Halle‘“, wie es zunächst genannt wurde, begann bereits im November 1945 in Haus 16 B mit 100 Patienten, die vorher im Johannesstift provisorisch untergebracht waren. Die Häuser 16 A und 15 B kamen in den ersten Monaten des Jahres 1946 hinzu. Erster Chefarzt war der Arzt Bartenwerfer, nach seinem Tod im Juni 1946 folgte der Arzt Rohleder. Ab Herbst 1946 konnte das Krankenhaus das gesamte Gelände übernehmen, nachdem das englische Militär abgezogen war. Man nahm den planmäßigen Ausbau weiterer Einheiten in Angriff. Am 1. April 1947 wurde die Kinderklinik in ein Allgemeinkrankenhaus mit dem Namen „Evangelisches Waldkrankenhaus Berlin-Spandau“ umgewandelt. Es hatte die Fachrichtungen Orthopädie, Chirurgie, Innere Medizin, Gynäkologie und Geburtshilfe und Lungentuberkulose, außerdem eine Fachabteilung für Hirnverletzte und verfügte über 16 Gebäude im Pavillonstil.
Als das Waldkrankenhaus im Frühjahr 1952 in größere finanzielle Schwierigkeiten geriet, vermittelte ein mit Chefarzt Hermann Fleischhauer befreundeter Industrieller ein kurzes Gespräch von Vertretern des Waldkrankenhauses mit Konrad Adenauer in Bonn. Der Bundeskanzler stellte ein Empfehlungsschreiben aus, mit dem der Chefarzt in New York Spenden einwarb, wenn auch in der Höhe nicht mit dem erwünschten Erfolg. Hintergrund war die Befürchtung der Bundesregierung, dass die DDR eine Schließung der in unmittelbarer Grenznähe gelegenen Klinik propagandistisch ausnutzen könne.
Ab 1963 wurden die Gebäude nacheinander modernisiert und um Neubauten ergänzt, die den funktionellen Ansprüchen besser entsprachen. Eine Energiezentrale, Wohnhäuser für medizinisches Personal, eine Küche, eine Apotheke und eine Wäscherei bezogen ihre Räumlichkeiten zwischen 1968 und 1973. 1978 war der Bau der Kirche mit großen Bildfenstern des Künstlers Paul Corazolla auf dem Klinikgelände abgeschlossen, und die angebotenen Fachrichtungen erweiterten sich unter anderem um die Radiologie, das Labor und die Geriatrie. Ende der achtziger Jahre wurde ein Neubau für Orthopädie, die Apotheke, weitere Operationsräume, sowie Räume der physikalischen und Ergotherapie errichtet. Aus den 1990er Jahren stammt der Eingangsbereich mit Verkaufskiosk, Friseurgeschäft und Bistro, Patientenzentrum und Patientenbücherei. Das medizinische Angebot wurde 1992 um die Station für Neonatologie und 1998 um die Abteilung für Kinder- und Jugendmedizin erweitert. Acht Gebäude wurden im Stil der „Arbeiterstadt“ erhalten und stehen heute unter Denkmalschutz.

## Fachabteilungen

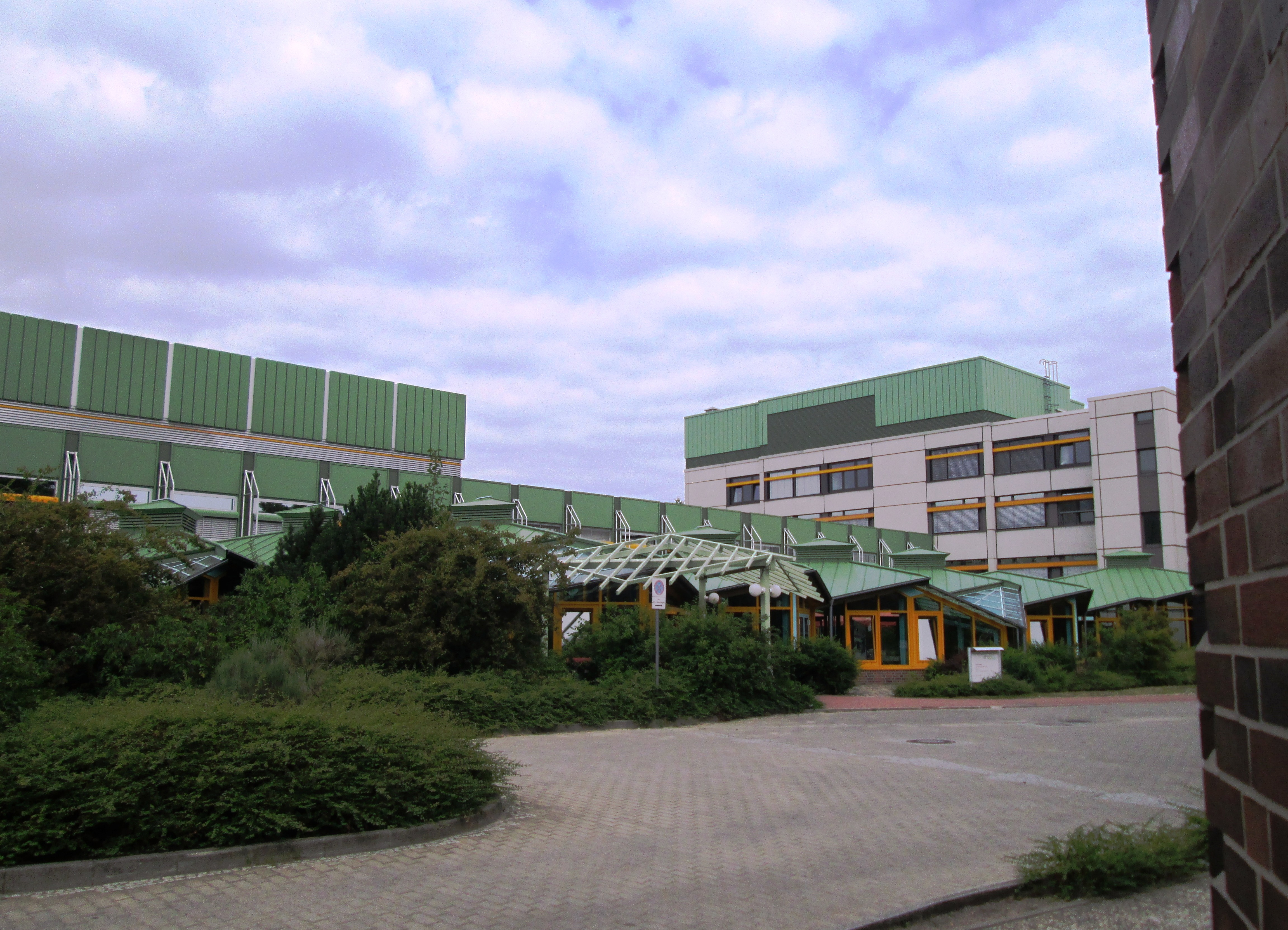
Teilansicht des Krankenhauses, 2013

Die Fachabteilungen setzen sich aus acht unterschiedlichen Kliniken und insgesamt zwölf medizinischen Zentren zusammen.
Schwerpunkt der Klinik für Anästhesie und Perioperative Medizin, Interdisziplinäre Medizin und Intensivmedizin ist lokale Anästhesie (örtliche Betäubung oder Teilnarkose) für kleinere Behandlungen im ambulanten Operationszentrum, Vollnarkose für operative Eingriffe und Schmerztherapie.
Die Klinik für Innere Medizin I beinhaltet die speziellen Bereiche der Gastroenterologie, Hämatologie, Onkologie und Kardiologie. Erkrankungen im Verdauungstrakt (Speiseröhre, Magen- und Darm, Bauchspeicheldrüse, Leber und die Gallenwege) werden in der Gastroenterologie beziehungsweise im Darmzentrum behandelt. In der Hämatologie stehen Bluterkrankungen im Vordergrund, während sich die Ärzte im Zentrum für Onkologie auf Tumorerkrankungen und die Krebsfrüherkennung im Zentrum für ambulante Onkologie spezialisiert haben. Herz- und Kreislauf finden ihre Behandlung in der Kardiologie. Auch Atemwegs- und Lungenerkrankungen sowie die internistische Intensivmedizin ist Teil des Versorgungsbereiches der Klinik für innere Medizin I.
In der Klinik für Innere Medizin II werden die Behandlungen für allgemeine innere Medizin und Geriatrie durchgeführt. In dem Bereich der Akut-Geriatrie stehen 84 Betten zur Verfügung, wobei insbesondere ältere Schlaganfallpatienten auf der Spezialstation versorgt werden.
Die Klinik für Kinder- und Jugendmedizin sowie Neonatologie leistet die medizinische Versorgung von Frühgeborenen und kranken Neugeborenen. Ein besonderer Akzent liegt auf der pädiatrischen Intensivmedizin und Neonatologie. Das Perinatalzentrum umfasst die Versorgung rund um die Geburt von Kindern. Die Klinik für Gynäkologie hat ein Geburtszentrum und ein Gynäkologisches Krebs- und Brustzentrum.
Die Allgemein-, Gefäß- und Viszeralchirurgie mit dem Gefäßzentrum Berlin-Brandenburg gewährleistet die chirurgische Grund- und Regelversorgung für die Bevölkerung in Spandau, Falkensee und Umgebung. Behandelt werden hier unter anderem akute und chronische Durchblutungsstörungen, Erweiterungen und Verengungen von Körperschlagadern sowie entzündete Gefäße. Weiterhin werden Patienten mit Krampfadern, Beingeschwüren, diabetischen Fußsyndromen, Gefäßmissbildungen und Lymphödemen versorgt.
Die Klinik für Orthopädie und Unfallchirurgie im EWK, Lehrkrankenhaus der Humboldt-Universität Berlin für die Schwerpunktbereiche Endoprothetik, Wirbelsäulen-, Schulter- und Tumorchirurgie sowie Sporttraumatologie, hat 140 Betten, eine Wachstation, Einrichtungen für eine umfassende Diagnostik sowie die physikalische Therapie. Ein besonderes Spezialgebiet bietet das Zentrum für die Kinder- und Jugendlichen-Orthopädie.

## ÖPNV-Anbindung
Das Krankenhaus erreicht man mit den Buslinien M37 und 130 der BVG.